# جرغا (داغستان)
جرغا (بالروسية: Герга) هي مدينة في جمهورية داغستان في روسيا.